# Route 23 (Colombie-Britannique)
La Route 23 est une route sud / nord qui chevauche le fleuve Columbia en Colombie-Britannique. Elle relie Nakusp à Revelstoke, puis cette ville au Barrage Mica.

## Description du tracé
La route 23 parcourt 250 km (155 mi) et débute à Nakusp, à l'intersection avec la route 6. Elle se dirige vers le nord en longeant la rive est du Upper Arrow Lake sur 49 km (30 mi) jusqu'à sa jonction avec la route 31 à Galena Bay. Un traversier lui permet de traverser le lac jusqu'à Shelter Bay. Au nord de Shelter Bay, la route 23 suit la rive ouest du fleuve Columbia sur 49 km (30 mi) jusqu'à ce qu'elle rencontre la route 1 (route transcanadienne). La route 23 forme un multiplex avec celle-ci dans la ville de Revelstoke pour bifurquer vers le nord à l'est de la ville.
Au nord de Revelstoke, la route 23 suit entièrement la rive est du Lac Revelstoke sur 151 km (94 mi) jusqu'aux installations du Barrage Mica.

## Intersections majeures
| District régional       | Ville      | km     | Destinations                                 | Notes                                        |
| ----------------------- | ---------- | ------ | -------------------------------------------- | -------------------------------------------- |
| Central Kootenay        | Nakusp     | 0,00   | BC-6 – Nelson, Castlegar, Vernon             |                                              |
| Columbia-Shuswap        | Galena Bay | 44,97  | BC-31 est – Trout Lake, Kaslo                | Terminus ouest de la BC-31                   |
| Columbia-Shuswap        |            | 46,82  | Traversier du Lac Upper Arrow                | Traversier du Lac Upper Arrow                |
| Columbia-Shuswap        | Revelstoke | 95,87  | BC-1 ouest – Salmon Arm, Kamloops            | Terminus sud du multiplex avec la BC-1       |
| Columbia-Shuswap        | Revelstoke | 96,42  | Pont Revelstoke au-dessus du fleuve Columbia | Pont Revelstoke au-dessus du fleuve Columbia |
| Columbia-Shuswap        | Revelstoke | 97,31  | BC-1 est – Golen                             | Terminus nord du multiplex avec la BC-1      |
| Columbia-Shuswap        |            | 247,82 | Barrage Mica                                 |                                              |
| - Terminus de multiplex |            |        |                                              |                                              |